# 澤岸隆幸
澤岸 隆幸（さわぎし たかゆき、1954年4月21日 - ）は、NHKのシニアアナウンサー。

## 人物
青森県立三沢高等学校を経て日本大学法学部を卒業後、1977年入局。
2019年3月退職。

## 過去の出演番組
- FMリクエストアワー（秋田放送局での新人時代[1]、青森放送局1986年頃）
- 各種スポーツ実況
- 青函ニューススペシャル（青森放送局時代 1985.8.1 青森ねぶた準備を生中継）
- ほっからんど212（室蘭放送局編責）
- 衆院選2009 開票速報（札幌放送局時代 2009.8.31未明[2]）
- 北海道発ラジオ深夜便（札幌放送局時代 2010.5.28,29）
- ここはふるさと 旅するラジオ（福島放送局時代 2012.9.27,29）
- 宮城県・東北地方のニュース
- マイあさラジオ東北（健康情報担当）

## 関連
- 赤松俊理

## 同期のアナウンサー
- 内藤啓史 等